# Nano (trình soạn thảo văn bản)

nano hiển thị các ký tự Unicode trong văn bản.

Nano là một trình soạn thảo văn bản dựa trên curse hoạt động trên Unix. nano vốn dựa trên một bản nhánh (clone) của pico, và là một phần mềm tự do.
Trong Linux, bản nano thường dùng là GNU nano, phát hành theo giấy phép GPL.
Phiên bản hiện tại 6.2 là từ ngày 18 tháng 2 năm 2022.

## Tính năng
nano cho phép soạn thảo ký tự với các tính năng đơn giản (mở file, lưu file, v.v...). Theo tính năng của thư viện curse hiện đại, nano đọc được các ký tự Unicode.
Từ dấu nhắc hệ thống có thể gọi nano bằng cách gõ trực tiếp:
```
$ nano
```

## Phím tắt
- Ctrl-O: Lưu file
- Ctrl-R: Mở file
- Ctrl-C: Thông tin về vị trí hiện thời của con trỏ
- Ctrl-X: Thoát khỏi nano